# مرکز اطلاع‌رسانی فلسطین
مرکز اطلاع‌رسانی فلسطین (عربی: المركز الفلسطيني للإعلام) وبگاه خبری فلسطینی است که در ۱ دسامبر ۱۹۹۷ به زبان عربی برپا شد و وبگاه آن به زبان انگلیسی در ۱ ژانویه ۱۹۹۸ راه‌افتاد. ۶ زبان دیگر شامل زبان فارسی دیرتر افزوده شد. این وبگاه در فلسطین پربازدید است و ادعا می‌کند با هدف ارتقای آگاهی دربارۀ فلسطین و فلسطینی‌ها است. گردانندگان وبگاه ادعا کرده‌اند که اخبار آنها واقعی و به‌طرفداری از فلسطین است.
به‌گفته دو کارشناس اسرائیلی، تومر موزس و گابریل ویمان، مرکز اطلاع‌رسانی فلسطین، وب‌سایت اصلی در پروپاگاندای برخط حماس متشکل از بیست وب‌سایت است. آنها اشاره می‌کنند که محتوا و پوشش خبری این وبگاه بیشتر به‌سمت ایدئولوژی و پیشینۀ حماس است.

## مسدود شدن
در ژوئن ۲۰۱۷، تشکیلات خودگردان فلسطین چندین رسانه اینترنتی از جمله مرکز اطلاع‌رسانی فلسطین را مسدود کرد. رزق الغرابلی، مدیر دفتر این مرکز گفته‌است: وبگاه مرکز فلسطین مسدود شد و یکی از اولین وبگاه‌هایی بود که با دستور، مسدودسازی شد (در ۱۵ ژوئن رخ داد). در آن زمان نام ۱۱ وبگاه مسدودشده ذکر شد.
در اکتبر ۲۰۱۹، صفحه فیس‌بوک مرکز با نزدیک‌به ۵ میلیون دنبال‌کننده، حذف شد و اعتراضاتی را با هشتگ «FBblocksPalestine» برانگیخت.

## زبان‌ها
وبگاه مرکز اطلاع‌رسانی فلسطین به ۸ زبان در دسترس است؛
1. زبان عربی از دسامبر ۱۹۹۷ (۱۳۷۶ خورشیدی)
2. زبان انگلیسی از ژانویه ۱۹۹۸ (۱۳۷۶ خ)
3. زبان روسی از ژوئن ۲۰۰۱ (۱۳۸۰ خ)
4. زبان مالایی از ژوئن ۲۰۰۱ (۱۳۸۰ خ)
5. زبان اردو از ژوئن ۲۰۰۲ (۱۳۸۱ خ)
6. زبان فارسی از اکتبر ۲۰۰۲ (۱۳۸۱ خ)
7. زبان فرانسوی از نوامبر ۲۰۰۳ (۱۳۸۲ خ)
8. زبان ترکی استانبولی از ژوئن ۲۰۰۷ (۱۳۸۶ خ)